# Фридрих I (архиепископ Кёльна)
Фридрих I (ок. 1075 — 25 октября 1131 года) — архиепископ Кёльна с 1100 года до своей смерти.
Сын графа Бертольда I фон Шварценбург. Получив образование в Бамберге, он служил каноником в Бамберге и Шпайере до 1100 года, пока не был назначен архиепископом в Кёльне императором Генрихом IV (1084—1105). В 1102 году он выкупил у графов Верль города Хахен и Верль. Кроме того, граф Фридрих фон Арнсберг был вынужден после взятия города Арнсберга отказаться от половины своего графства в пользу Кёльна. В результате влияние Фридриха в Вестфалии существенно возросло. В 1106 году Фридрих встал на сторону Генриха V (1106—1125), тогда как горожане Кёльна остались верны его отцу. В 25 июля 1110 году Фридрих провёл церемонию помазания на царство королевы Матильды. Архиепископ Кёльнский был одним из главных сторонников Генриха V в его борьбе за императорскую корону в 1111 году. Спустя несколько лет Фридрих присоединился к мятежу против императора, и в 1114 году Кёльн был осаждён войсками Генриха. После поражения имперских войск при Андернахе осада была снята. В следующем году архиепископ помог саксонцам нанести поражение императору при Вельфесхольце. Напряжённость между Фридрихом и императором сохранялась и в последующие годы. Именно архиепископ Кёльнский зачитал папское отлучение Генриха V в апреле 1115, став врагом последнего до конца жизни. При участии Фридриха был составлен Вормсский конкордат, завершивший в 1122 году период борьбы за инвеституру. 24 августа 1125 года на выборах короля Германии он голосовал против Фридриха Швабского в пользу Лотаря III, хотя вначале поддержал Карла Фландрского.
В правление Фридриха I была укреплена южная граница архиепископства Кёльнского. Вскоре после своего избрания он начал строительство крепости Фольмарштайн. В 1118 году была завершена крепость Волькенбург. В 1122 году была завершена крепость Роландсек на другом берегу Рейна. Также ему приписывается строительство крепости Драхенфельс.
В церковных вопросах Фридрих был сторонником реформистского движения. Он поддерживал Норберта Ксантенского и основанный им орден премонстрантов.
Архиепископ Фридрих умер в построенном им Волькенбурге. Похоронен в аббатстве Святого Михаила в Зигбурге.